# Blanca Paloma
Blanca Paloma Ramos Baeza, née le 9 juin 1989 à Elx, est une chanteuse, scénographe et costumière espagnole. Après avoir obtenu une licence en beaux-arts de l'Université Miguel Hernández, Blanca déménage à Madrid pour poursuivre une carrière dans le théâtre en 2013. Elle représente l'Espagne au Concours Eurovision de la chanson 2023 à Liverpool, au Royaume-Uni, après avoir remporté le Benidorm Fest 2023. 

## Carrière
Le 10 décembre 2021, il a été annoncé qu'elle participerait au Benidorm Fest 2022 avec sa chanson Secreto de agua. Elle participe à la première demi-finale et se qualifie pour la finale. En finale, elle arrive à la 5e place avec 61 points. 
En 2023, elle revient au Benidorm Fest avec la chanson Eaea. Elle participe à la deuxième demi-finale et se qualifie pour la finale, en arrivant en tête du classement avec 167 points. Lors de la finale du 4 février, elle remporte le concours avec 169 points (94 points de la part des jurys, 40 points du télévote et 35 points du panel démoscopique),,, devançant la chanson Quiero Arder d'Agoney, qui était l'autre grand favori du public.
Lors de la finale du Concours Eurovision le 13 mai, elle termine à la 17e place avec 100 points et recevoir le score de télévote le plus bas de tous les concurrents, avec seulement 5 points. Sa participation au concours européen a été qualifiée d '"échec" par différents médias et une partie de l'opinion publique espagnole,,.

## Discographie

### Singles
| Titre           | Année | Album                                                             |
| --------------- | ----- | ----------------------------------------------------------------- |
| Secreto de agua | 2021  | Lucía en la telaraña (Musique originale de la série de RTVE Play) |
| Niña de fuego   | 2022  | Non-album single                                                  |
| Eaea            | 2022  | Non-album single                                                  |